# Go Bowling at The Glen
De Go Bowling at The Glen is een race uit de NASCAR Cup Series. De wedstrijd wordt gehouden op het circuit van Watkins Glen over een afstand van 220 mijl of 355 km. De eerste editie werd in 1957 gehouden en gewonnen door Buck Baker. Tony Stewart is met vijf overwinningen recordhouder van de race. Het is samen met de Toyota/Save Mart 350 een van de twee races in het kampioenschap die op een wegcircuit gereden wordt.

## Namen van de race
- The Glen 151.8 (1957, 1964 - 1965)
- The Budweiser At The Glen (1986 - 1989)
- Budweiser At The Glen (1990 - 1993)
- The Bud At The Glen (1994 - 1998)
- Frontier @ the Glen (1999)
- Global Crossing at the Glen (2000 - 2001)
- Sirius Satellite Radio at the Glen (2002 - 2003)
- Sirius at the Glen (2004)
- Sirius Satellite Radio at the Glen (2005)
- AMD at the Glen (2006)
- Centurion Boats at the Glen (2007 - 2008)
- Heluva Good! Sour Cream Dips at The Glen (2009 - 2011)
- Finger Lakes 355 at The Glen (2012)
- Cheez-It 355 at The Glen (2013 - heden)

## Winnaars
| Jaar                                     | Winnaar            | Auto      |
| ---------------------------------------- | ------------------ | --------- |
| 1957                                     | Buck Baker         | Chevrolet |
| 1964                                     | Billy Wade         | Mercury   |
| 1965                                     | Marvin Panch       | Ford      |
| The Budweiser At The Glen                |                    |           |
| 1986                                     | Tim Richmond       | Chevrolet |
| 1987                                     | Rusty Wallace      | Pontiac   |
| 1988                                     | Ricky Rudd         | Buick     |
| 1989                                     | Rusty Wallace      | Pontiac   |
| Budweiser At The Glen                    |                    |           |
| 1990                                     | Ricky Rudd         | Chevrolet |
| 1991                                     | Ernie Irvan        | Chevrolet |
| 1992                                     | Kyle Petty         | Pontiac   |
| 1993                                     | Mark Martin        | Ford      |
| The Bud At The Glen                      |                    |           |
| 1994                                     | Mark Martin        | Ford      |
| 1995                                     | Mark Martin        | Ford      |
| 1996                                     | Geoffrey Bodine    | Ford      |
| 1997                                     | Jeff Gordon        | Chevrolet |
| 1998                                     | Jeff Gordon        | Chevrolet |
| Frontier @ the Glen                      |                    |           |
| 1999                                     | Jeff Gordon        | Chevrolet |
| Global Crossing at the Glen              |                    |           |
| 2000                                     | Steve Park         | Chevrolet |
| 2001                                     | Jeff Gordon        | Chevrolet |
| Sirius Satellite Radio at the Glen       |                    |           |
| 2002                                     | Tony Stewart       | Pontiac   |
| 2003                                     | Robby Gordon       | Chevrolet |
| Sirius at the Glen                       |                    |           |
| 2004                                     | Tony Stewart       | Chevrolet |
| Sirius Satellite Radio at the Glen       |                    |           |
| 2005                                     | Tony Stewart       | Chevrolet |
| AMD at the Glen                          |                    |           |
| 2006                                     | Kevin Harvick      | Chevrolet |
| Centurion Boats at the Glen              |                    |           |
| 2007                                     | Tony Stewart       | Chevrolet |
| 2008                                     | Kyle Busch         | Toyota    |
| Heluva Good! Sour Cream Dips at The Glen |                    |           |
| 2009                                     | Tony Stewart       | Chevrolet |
| 2010                                     | Juan Pablo Montoya | Chevrolet |
| 2011                                     | Marcos Ambrose     | Ford      |
| Finger Lakes 355 at The Glen             |                    |           |
| 2012                                     | Marcos Ambrose     | Ford      |
| Cheez-It 355 at The Glen                 |                    |           |
| 2013                                     | Kyle Busch         | Toyota    |

Huidige races:
Can-Am Duel ·
Daytona 500 ·
Subway Fresh Fit 500 ·
Kobalt Tools 400 ·
Food City 500 ·
Auto Club 400 ·
STP Gas Booster 500 ·
NRA 500 ·
Aaron's 499 ·
Toyota Owners 400 ·
Bojangles' Southern 500 ·
FedEx 400 ·
Coca-Cola 600 ·
STP 400 ·
Pocono 400 ·
Quicken Loans 400 ·
Toyota/Save Mart 350 ·
Coke Zero 400 ·
Quaker State 400 ·
Camping World RV Sales 301 ·
Brickyard 400 ·
Gobowling.com 400 ·
Cheez-It 355 at The Glen ·
Pure Michigan 400 ·
Irwin Tools Night Race ·
AdvoCare 500 (Atlanta Motor Speedway) ·
Federated Auto Parts 400 ·
Geico 400 ·
Sylvania 300 ·
AAA 400 ·
Hollywood Casino 400 ·
Bank of America 500 ·
Camping World RV Sales 500 ·
Goody's Headache Relief Shot 500 ·
AAA Texas 500 ·
AdvoCare 500 (Phoenix International Raceway) ·
Ford EcoBoost 400

Voormalige races:

Buddy Shuman 276 ·
Budweiser 400 ·
Budweiser NASCAR 400 ·
Columbia 200 ·
Coors 420 ·
First Union 400 ·
Greenville 200 ·
Hickory 276 ·
Kobalt Tools 500 (Atlanta Motor Speedway) ·
Los Angeles Times 500 ·
Mountain Dew Southern 500 ·
Northern 300 ·
Pepsi 420 ·
Pepsi Max 400 ·
Pickens 200 ·
Pop Secret Microwave Popcorn 400 ·
Sandlapper 200 ·
Subway 400 ·
Tyson Holly Farms 400 ·
Winston Western 500